# Ossolińskiinstitutet
Ossolińskiinstitutet eller Ossolineum är ett institut grundat 1817 i Lviv av Józef Maksymilian Ossoliński.
Samlingen innehöll ett stort bibliotek med handskriftssamling, tavelgalleri samt mynt- och vapensamlingar.
Efter andra världskriget då Lviv tillföll Sovjetunionen flyttades samlingarna till Wrocław.